# Атанасов, Малин
Малин Атанасов (болг. Малин Атанасов, родился 14 июня 1946 года) — болгарский хоккеист, игравший на позиции нападающего. Выступал за софийские клубы «Левски» и ЦСКА, а также за «Металлург» из Перника. В составе сборной Болгарии — участник Зимних Олимпийских игр 1976 года, провёл 5 матчей группового этапа и один квалификационный матч на Олимпиаде (все их Болгария проиграла). В игре против Румынии (4:9) заработал двухминутное удаление (59:45). Участник чемпионатов мира в группе B в 1976 году, в группе C в 1971, 1972, 1973, 1974, 1975, 1977, 1982 и 1983 годах. Рекордсмен сборной по числу сыгранных встреч (143 матча).
Младший брат хоккеиста Ивана Атанасова, нападающего, также игравшего на Олимпиаде 1976 года.